# Hunza
nu traiesc 120 de ani acesti oameni :)

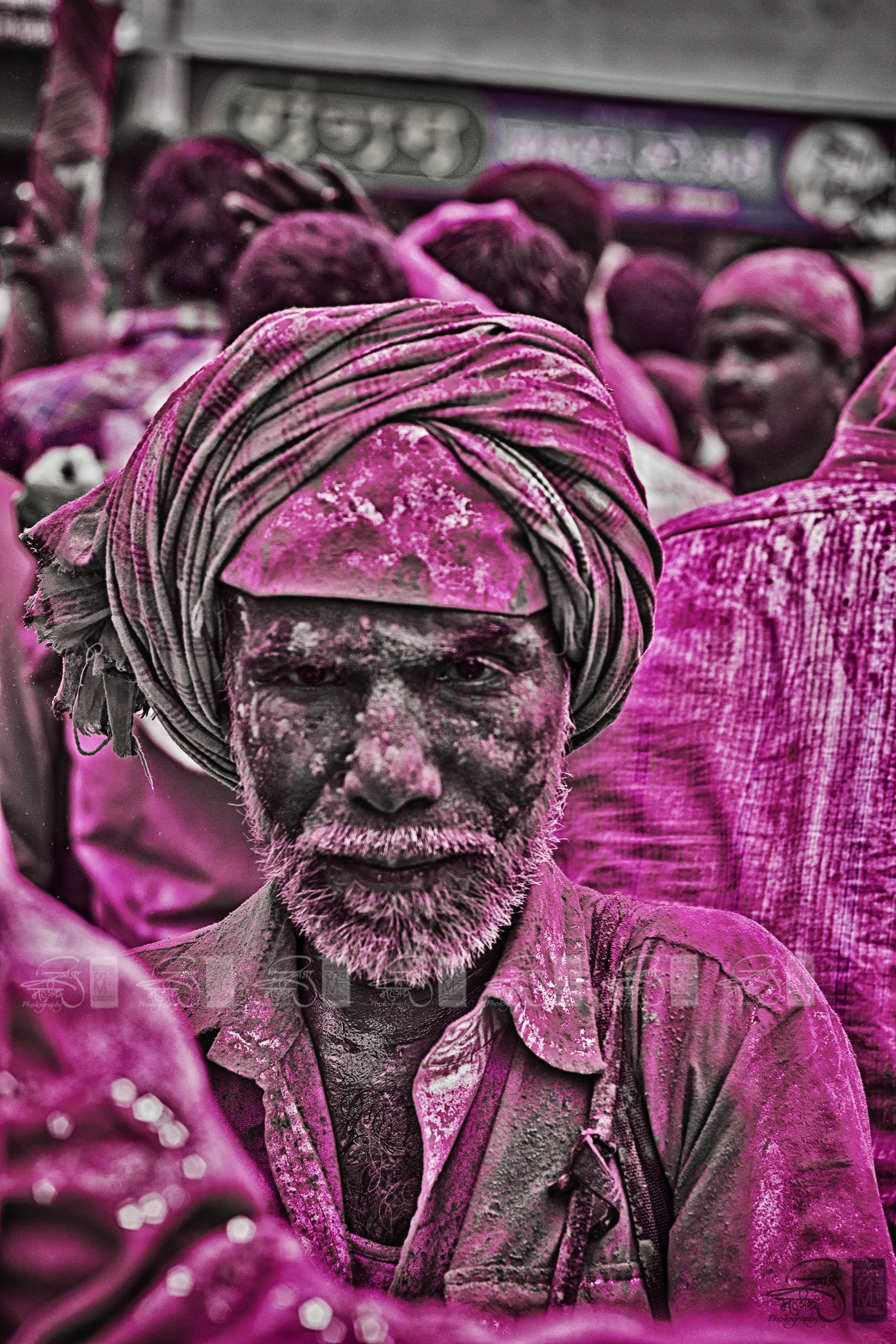

Hunza este un mic popor (comunitate) care trăiește în nordul Pakistanului. Valea Hunza este situată la altitudini între 1600 și 3000 m, fiind încastrată între munții Hindukuș și Karakorum, cele mai înalte masive muntoase din Asia Centrală. Ea este considerată o regiune enigmatică și fascinantă prin măreția peisajelor și prin ceea ce s-a afirmat despre locuitorii ei, faptul că sunt printre cei mai longevivi oameni din lume, datorită stilului de viață, alimentației pe bază de vegetale, exercițiului fizic, vieții liniștite și aerului curat.
Criticii rămân sceptici: multe pledează în favoarea faptului că, în realitate, hunzakuții au o speranță de viață de numai 50-60 de ani. Ca și în alte regiuni similare, viața grea în ținutul sărac și-ar fi spus cuvântul. Radiația UV existentă în munți ar produce frecvent îmbătrânirea rapidă a pielii și cancer de piele, iar în absența oricăror facilități medicale, mortalitatea infantilă ar fi de peste 30%. O persoană din 10 ar muri înainte de 40 de ani.
Chiar dacă adevărul rămâne ascuns, criticii par să aibă dreptate. Medicii japonezi, în cercetările lor, au descoperit puține indicii privind o longevitate neobișnuită a hunzakuților, dar au consemnat unele cazuri de cancer, afecțiuni cardiace și tuberculoză.
Îndoieli în privința longevității provoacă și faptul că, până de curând, în Himalaia nu au existat registre de stare civilă. Când un hunzakut moare, nu se poate spune precis ce vârstă are.
Din 1978 o șosea asfaltată leagă Valea Hunza de restul lumii, din 1980 un autobuz descarcă cu regularitate valuri de turiști în valea hunzakuților, iar tot mai mulți săteni au început să cumpere băuturi carbogazoase și tablete de ciocolată, comercializate de-a lungul arterelor principale, în loc să cultive caise și cereale.